# Karl Stingl

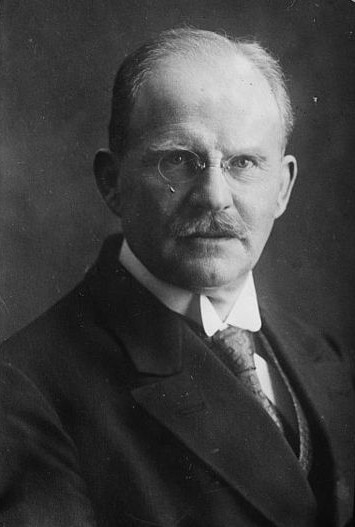
Karl Stingl

Karl Stingl (* 29. Juli 1864 in Mitterteich, Oberpfalz; † 9. November 1936 in München) war ein deutscher Ingenieur, Verwaltungsbeamter und Politiker (BVP).

## Leben und Beruf
Nach dem Schulbesuch nahm Stingl an der Technischen Hochschule München ein Studium auf, das er als Diplom-Ingenieur beendete. Während seines Studiums wurde er 1882 Mitglied der Burschenschaft Cimbria München. Er trat 1885 in die bayerische Post- und Telegraphenverwaltung ein, war ab 1904 im bayerischen Verkehrsministerium tätig und wurde 1910 zum Oberpostdirektor in Landshut ernannt. Ab 1919 war er Ministerialdirektor der Postabteilung im bayerischen Verkehrsministerium.

## Öffentliche Ämter
Stingl wurde 1920 zum Staatssekretär ernannt und war in dieser Funktion Leiter der Abteilung München des Reichspostministeriums. Während seiner Amtszeit erfolgten u. a. die Inbetriebnahme des ersten automatischen Fernamts mit Zeit- und Zonenzählung in Weilheim sowie die Fertigstellung des automatischen Betriebs der damals größten Selbstwählanlage Europas in München. Vom 22. November 1922 bis zum 12. August 1923 sowie erneut vom 15. Januar 1925 bis zum 28. Januar 1927 amtierte er als Reichspostminister in den von den Reichskanzlern Wilhelm Cuno, Hans Luther und Wilhelm Marx geleiteten Regierungen. Insbesondere während seiner zweiten Amtszeit setzte er sich für eine Verbesserung der wirtschaftlichen Betriebsführung der Deutschen Reichspost ein. Aufgrund seines besonderen Engagements für den technischen Fortschritt ernannte ihn die TH München im Jahre 1925 zum Doktor der Technischen Wissenschaften (Doktor-Ingenieur) ehrenhalber. Als sich Stingl 1926 im Rahmen einer Wertzeichenserie Bedeutende Männer der deutschen Geschichte für eine Briefmarke mit der Abbildung Friedrichs des Großen einsetzte, stieß dies auf Ablehnung durch die Parteien, die loyal zur Weimarer Republik standen. Die Kritik auch innerhalb seiner eigenen Partei, der BVP, läutete das Ende seiner politischen Karriere ein. Sein Nachfolger als Reichspostminister wurde Georg Schätzel. Stingl zog sich aus der Politik zurück und gehörte anschließend noch einige Jahre den Aufsichtsräten verschiedener Unternehmen an, bevor er 1936 in München starb.

## Ehrungen
- Ehrendoktorwürde der Ingenieurwissenschaften (Dr.-Ing. h. c.)
- Karl-Stingl-Straße in Mitterteich